# Platja de Ponent (Salou)
La platja de Ponent, antigament anomenada platja de les Dones, o platja de Barenys, és una platja urbana del municipi de Salou (Tarragonès), que limita a llevant amb el Port de Salou i a ponent amb la platja del Cap de Sant Pere, al límit amb el terme municipal de Cambrils (Baix Camp). Està flanquejada pel passeig de Miramar. Hi desemboca el barranc de Barenys. Orientada al sud-sud-est, té una longitud de 1.090 metres i una amplada mitjana de 49 metres, formada per sorra fina, amb un pendent d'entrada a l'aigua suau. Disposa de servei d'auxili i salvament, de policia, de senyalització de l'estat de la mar, dutxes, accés per a persones amb mobilitat reduïda, zona infantil, espais destinats a la pràctica d'esports nàutics, així com oferta d'oci nocturn, amb bars de copes i discoteques.
A partir del juny de 2024, disposa d'una zona delimitada per a gossos, de 1.785 m². També hi ha una zona lliure de fums, on està prohibit fumar, d'11.000 m², que s'estén des del Club Nàutic Salou fins al parc de cal·listènia.
L'Agència Catalana de l'Aigua efectua un control setmanal de la qualitat de l'aigua, durant la temporada de bany, amb el resultat d'excel·lent. Compta amb el segell ISO 14001 que acredita la seva excel·lent salubritat i qualitat ambiental i turística, així com el diploma 'Q de Qualitat Turística' que atorga l'Instituto para la Calidad Turística Española.

## Toponímia
El nom històric de platja de les Dones era degut a que estava destinada a elles quan no es permetien els banys mixtos. El nom de Barenys prové del despoblat Barenys que hi havia a la zona, i al barranc homònim que hi desemboca. El nom actual de platja de Ponent és degut al fet de ser la més meridional del municipi.